# Anguliphantes angulipalpis
Anguliphantes angulipalpis là một loài nhện trong họ Linyphiidae.
Loài này thuộc chi Anguliphantes. Anguliphantes angulipalpis được Johan Peter Westring miêu tả năm 1851.

## Hình ảnh

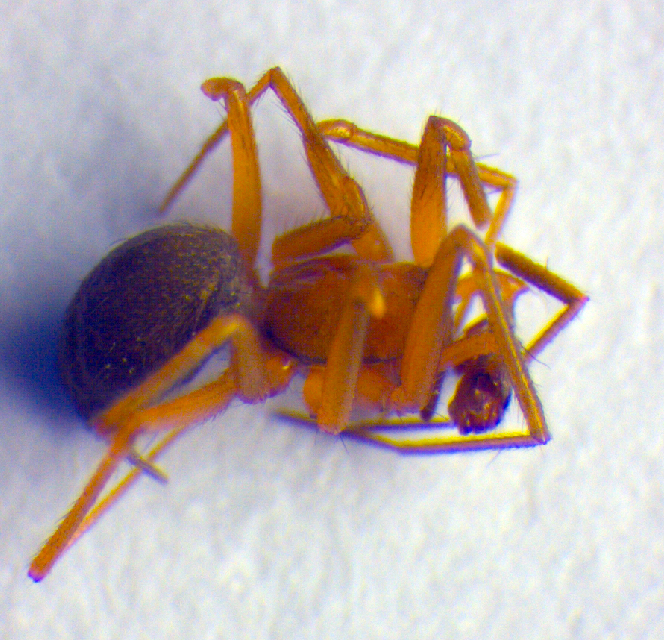